# Marguerite Audoux
Marguerite Audoux (Sancoins; 7 de julio de 1863 - Saint-Raphaël; 31 de enero de 1937) fue una novelista francesa de comienzos del siglo XX. 

## Trayectoria
Marguerite Audoux nació en Sancoins el 7 de julio de 1863 y quedó huérfana a los tres años. Luego fue criada por las hermanas de Marie-Immaculée al Hospital General de Bourges, luego colocada en Sologne como pastora de corderos y criada de granja. En 1881, la niña fue a París para intentar sobrevivir como costurera. Veinte años especialmente negros durante los cuales ella apoya a Yvonne, la hija de su hermana, mientras escapa del desempleo a través de los trabajos más desagradecidos. alrededor de 1895 ella estableció su propia casa de moda.
Es de Yvonne que los peligros de la vida dirigirán su existencia hacia la literatura : en el siglo XX, un joven, cierto Michel Yell, amigo de André Gide, se enamora de la sobrina. Yell pronto se da cuenta de que el objeto de su amor es en realidad una criatura ligera que se prostituye. Él va a buscar, y encuentra, consuelo con la tía Marguerite, a quien le da a conocer a sus amigos escritores y artistas : Charles-Louis Philippe, Léon-Paul Fargue, Leon Werth, Régis Gignoux... La joven se une a este cenáculo - el « groupe de Carnetin » - que descubre que ella escribe sus recuerdos de huérfana y pastora.
Uno de ellos, Francis Jourdain, conoce al novelista Octave Mirbeau, quien también está entusiasmado con el manuscrito de Marie-Claire. A Mirbeau Marguerite Audoux le debe la publicación en las ediciones Fasquelle, un prólogo entusiasta y la obtención del Prix Fémina 1910.
En 1920, apareció L'Atelier de Marie-Claire, una novela que todavía tuvo cierto éxito, pero menos rotunda que la primera. Este decrescendo se confirma con la publicación de las dos últimas novelas (De la ville au moulin, Fasquelle, 1926, y Douce lumière, Grasset, 1937, póstuma), y cuentos (La Fiancée, Flammarion, 1932).
Marguerite Audoux murió en Saint-Paphaël, el 31 de enero de 1937, sin mucho ruido.

## Estudios
- Bernard Garreau, Marguerite Audoux, la couturière des lettres, Tallandier, 1991.
- Bernard Garreau, La Famille de Marguerite Audoux, Septentrion, 2 vol., 1998.